# بينيتو خواريز
بينيتو بابلو خواريز (بالإسبانية: Benito Juárez)‏ (21 مارس 1804 - 18 يوليو 1872) كان محاميًا وسياسيًا مكسيكيًا، شغل منصب الرئيس السادس والعشرين للمكسيك من عام 1858 حتى وفاته عام 1872. كان أول رئيس للمكسيك من السكان الأصليين. ولد في أواكساكا لعائلة زابوتيكية ريفية فقيرة وتيتم عندما كان صغيرًا، انتقل إلى مدينة أواكساكا في سن 12 للذهاب إلى المدرسة. كان يساعده عَلْمَانِيًّا فرنسيسكانيًا، والتحق بمعهد ديني، ودرس القانون لاحقًا في معهد العلوم والفنون وأصبح محاميًا. بعد أن عُين قاضيًا، تزوج وهو في الثلاثينيات من عمره من مارجريتا مازا، وهي امرأة بارزة اجتماعيًا من مدينة أواكساكا. منذ سنوات دراسته في الكلية، كان ناشطًا في السياسة. عُيِّن خواريز رئيسًا للقضاء في المحكمة العليا في البلاد، وحُدد في المقام الأول على أنه سياسي ليبرالي. في حياته، كتب بإيجاز عن تراثه كونه من السكان الأصليين.
عندما أجبر حزب المحافظين الرئيس الليبرالي المعتدل إجناسيو كومونفورت على الاستقالة في عام 1858، تولى خواريز، كرئيس للمحكمة العليا، الرئاسة وتنافست الحكومتان. دُونت خلافته في دستور عام 1857 لكنه نجا من المنفى الداخلي لفترة وقع خلالها معاهدة ماكلين أوكامبو في عام 1859. نجا من حرب الإصلاح (1858-1860)، وهي حرب أهلية بين الليبراليين والمحافظين، والغزو الفرنسي (1861-1867)، والتي كانت مدعومة من قبل الملكيين المحافظين. لم يتنازل عن منصبه أبدًا، على الرغم من نفيه إلى مناطق من المكسيك لا يسيطر عليها الفرنسيون، ربط خواريز الليبرالية بالقومية المكسيكية. أكد قيادته كرئيس شرعي للدولة المكسيكية، بدلًا من الإمبراطور ماكسيميليان، الذي نصبه الفرنسيون.
عندما سقطت الإمبراطورية المكسيكية الثانية المدعومة من فرنسا عام 1867، استعادت الجمهورية المكسيكية برئاسة خواريز السلطة الكاملة. لنجاحه في طرد التوغل الأوروبي، اعتبر الأمريكيون اللاتينيون فترة خواريز على أنها فترة «صراع ثانٍ من أجل الاستقلال، وهزيمة ثانية للقوى الأوروبية، وانتكاس ثانٍ للغزو».
يحظى خواريز بالتبجيل في المكسيك باعتباره «رمزًا بارزًا للقومية المكسيكية ومقاومة التدخل الأجنبي». فهم أهمية علاقة العمل مع الولايات المتحدة، وضمن اعترافها لحكومته خلال حرب الإصلاح. وتمسك بمبادئ معينة، بما في ذلك سيادة السلطة المدنية على الكنيسة الكاثوليكية وجزء من الجيش. وسيطرة القوات المسلحة على القوات المسلحة، واحترام القانون، وأزال الطابع الشخصي عن الحياة السياسية. سعى خواريز إلى تعزيز الحكومة الوطنية، مؤكدًا سلطته المركزية على الولايات، وهو الموقف الذي عارضه الليبراليون الراديكاليون والإقليميون على حد سواء.
بعد وفاته، أضافت مدينة أواكساكا «دي خواريز» إلى اسمها الرسمي تكريمًا له، وسميت العديد من الأماكن والمؤسسات الأخرى تيمنًا باسمه. ويحتفل بعيد ميلاده (21 مارس) كعطلة وطنية وقومية في المكسيك. كان المكسيكي الوحيد الذي كُرِمَ بهذا الشكل.

## النشأة والتعليم
وُلد خواريز في منزل مبني من الطوب في سان بابلو جويلاتو، أواكساكا، كان المنزل يقع في سلسلة الجبال التي سميت باسمه وتعرف الآن باسم سييرا خواريز. كان والديه، بريجيدا غارسيا ومارسيلينو خواريز، مزارعين زابوتيكيين. كما كان لديه أخت أكبر. توفي كلا الوالدين بسبب مضاعفات مرض السكري عندما كان خواريز في الثالثة من عمره. بعد ذلك بوقت قصير، مات أجداده أيضًا، لذلك رباه عمه بعد ذلك. وصف والديه بأنهما «سكان أصليين من العرق البدائي للبلاد». كان يعمل في حقول الذرة وكراعٍ حتى سن 12 عامًا. انتقلت اخته إلى مدينة أواكساكا للعمل.
في ذلك العام انتقل إلى مدينة أواكساكا من أجل الذهاب إلى المدرسة. في المدينة، حصل على وظيفة خادم منزلي في منزل أنطونيو مازا، حيث كانت أخته تعمل طاهية. في ذلك الوقت، كان يتكلم فقط لغة الزابوتيكيين.
في هذا الوقت الحرج، ساعد خواريز أيضًا عَلْمَانِيًّا فرنسيسكانيًا وخطاط كتب يدعى أنطونيو سالانويفا، الذي أعجب بذكاء الشباب ورغبته في التعلم. رتب سالانويفا لقبوله في المدرسة اللاهوتية في المدينة حتى يتمكن من التدريب ليصبح كاهنًا. كان تعليمه السابق بسيطًا، لكنه سرعان ما بدأ دراسة اللغة اللاتينية، وأكمل المنهج الدراسي الثانوي بينما كان ما يزال صغيرًا ليصبح كاهنًا. ولكن بعد أن أدرك أنه لم يحصل على الدعوة بعد ليصبح كاهنًا، بدأ خواريز دراسة القانون في معهد العلوم والفنون، الذي تأسس في عام 1827 الذي كان مركزًا للحياة الفكرية الليبرالية في أواكساكا، وتخرج في عام 1834.

## مسيرته المهنية
حتى قبل تخرجه، سعى خواريز للحصول على منصب سياسي، وانتُخب في مجلس مدينة أواكساكا في عام 1831. بعد ممارسة القانون لعدة سنوات، عُين في عام 1841 كقاضٍ مدني.

## حياته الشخصية
في 31 أكتوبر عام 1843، عندما كان في أواخر الثلاثينيات من عمره، تزوج خواريز من مارغريتا مازا، الابنة بالتبني لراعي أخته. كانت مارغريتا أصغر من القاضي بعشرين عامًا. كان والدها أنطونيو مازا باديلا من جنوة وكانت والدتها بيترا بارادا سيغوينزا مكسيكية من أصل إسباني. كانوا جزءًا من مجتمع الطبقة العليا في أواكساكا. مع الزواج، اكتسب خواريز مكانة اجتماعية. قبلت مارغريتا مازا عرض زواجه وقالت عن خواريز: «إنه عائلي للغاية، لكنه رجل صالح».
كان زواجهم المختلط عرقيًا غير معتاد في ذلك الوقت، لكن لم يُذكر غالبًا في السير الذاتية. استمر زواجهما حتى وفاة مارغريتا بسبب السرطان في عام 1871. أنجب خواريز ومازا اثني عشر طفلًا، ثلاثة أولاد وتسع فتيات، بما في ذلك التوأمان ماريا دي خيسوس وجوزيفا، ولدا في عام 1854. توفي صبيان وثلاث فتيات في مرحلة الطفولة المبكرة. ابنهم الوحيد الذي بقي على قيد الحياة هو بينيتو لويس نارسيسو خواريز مازا، ولد في 29 أكتوبر 1852.

## بدايات حياته
ولد في 21 مارس 1804 قرب إكستلان في ولاية واكساكا في المكسيك ويرجع أصله إلى هنود الزابوتك، وكان يعاني في صغره الفقر بعد وفاة أبيه، وتلقى تعليما جيدا من أحد الرهبان ثم انتقل بعدها لدراسة القانون وبدأ يزاول المحاماة عام 1834، وبدأ يترقى في المهن بعدها بسرعة، وكانت الفترة السياسة الصعبة في تك الفترة ساهمت في صياغة أفكاره السياسية التحررية.
في عام 1832 كان ضمن المجلس التشريعي للولاية، وفي عام 1846 كان ضمن المجلس الثلاثي التشريعي في ولايته ونائبا للكونغرس الجمهوري، ومن عام 1847 إلى عام 1852 أصبح حاكم ولاية واكساكا. وفي عام 1853 طرده سانتا أنا، وعاد إلى المكسيك عام 1855 وانضم للرئيس خوان ألفاريز الذي جعله وزير العدل بعد هزيمة سانتا أنا، وأصبح حاكم واكساكا (1855 – 57) تحت حكم كومونفورت الذي خلف ألفاريز وأصبح بعدها قاضي القضاة وسكرتير وزارة الداخلية.

## رئاسة الجمهورية
عندما خلف زولواغا الرئيس كومونفورت بشكل غير دستوري عام 1858، نودي بقاضي القضاة بحكم منصبه رئيسا على الجمهورية، ولكن لم يتم هذا إلا عند بداية العام 1861 عندما تمت هزيمة الحزب غي الدستوري وانتخب خواريز رئيسا من قبل الكونغرس.
أصدر خواريز قرارا في يوليو 1861 يوقف كل الديون العامة بكافة أنواعها لسنتين، فحطت القوات الإنكليزية والفرنسية والإسبانية في المكسيك، وبقيت بعدها الفرنسييون فقط وأعلنوا الحرب عام 1862 ووضعوا ماكسيميليان على العرش كإمبراطور وطردوا خواريز ومعاونيه إلى الحدود الشمالية للبلاد، فواصل خواريز المقاومة التي تكللت في النهاية بالنجاح، واعتقل ماكسيميليان الذي أخذ إلى كيريتارو وأعدم رميا بالرصاص، وانتخب خواريز مجددا في أغسطس.
لكن فترة رئاسته لم تكن هادئة، فقد بدأ الجنرالات الساخطون ثورات وحملات تمرد لم تتوقف، ورغم أنه قد انتخب مجددا عام 1871 فإن شعبيته انخفضت. توفي بينيتو خواريز بسكتة دماغية في مكسيكو سيتي يوم 18 يوليو 1872.

## روابط خارجية
- بينيتو خواريز على موقع الموسوعة البريطانية (الإنجليزية)
- بينيتو خواريز على موقع إن إن دي بي (الإنجليزية)